# Internationella bilsalongen i Genève

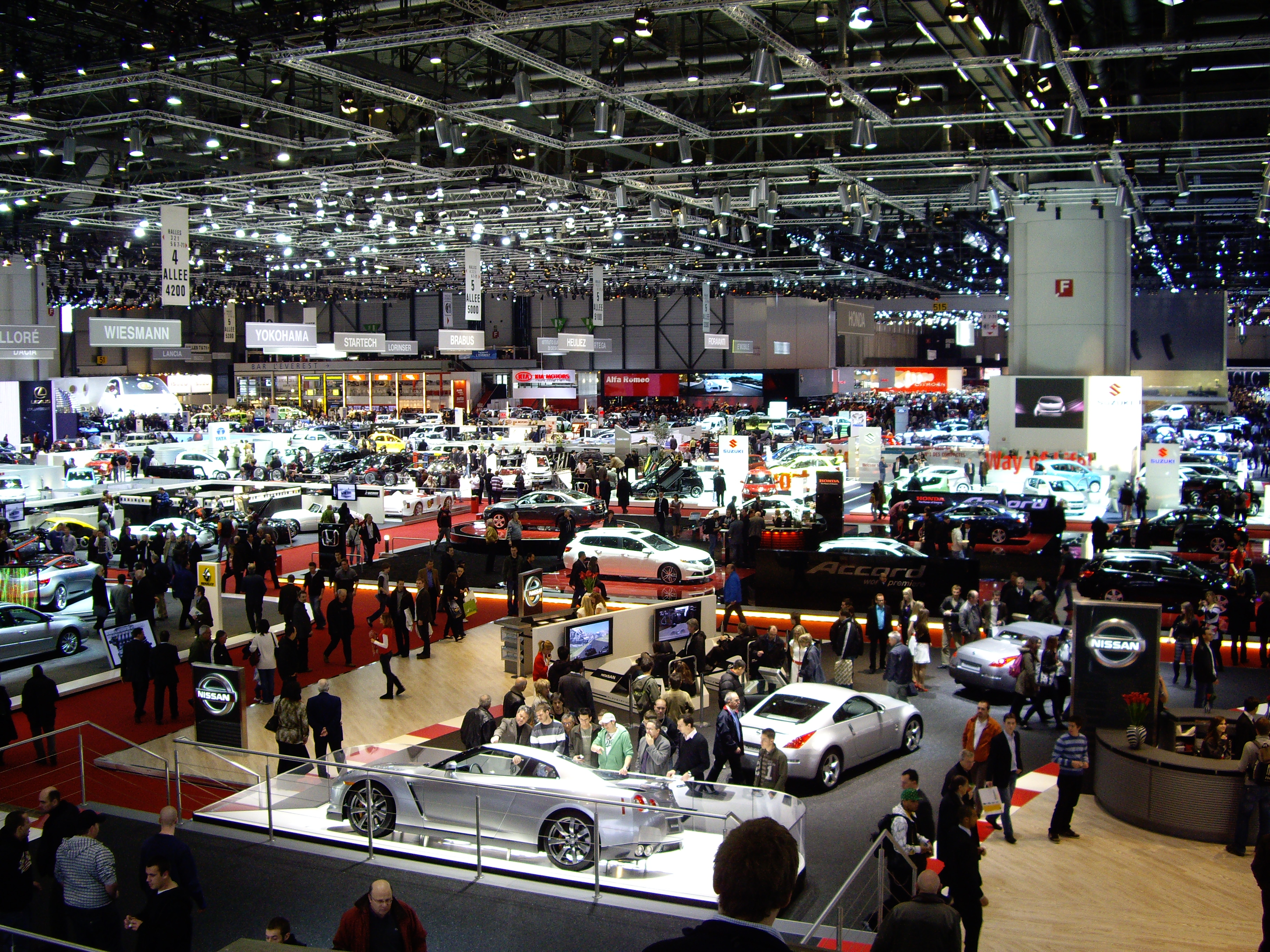
Internationella Bilsalongen i Genève 2008

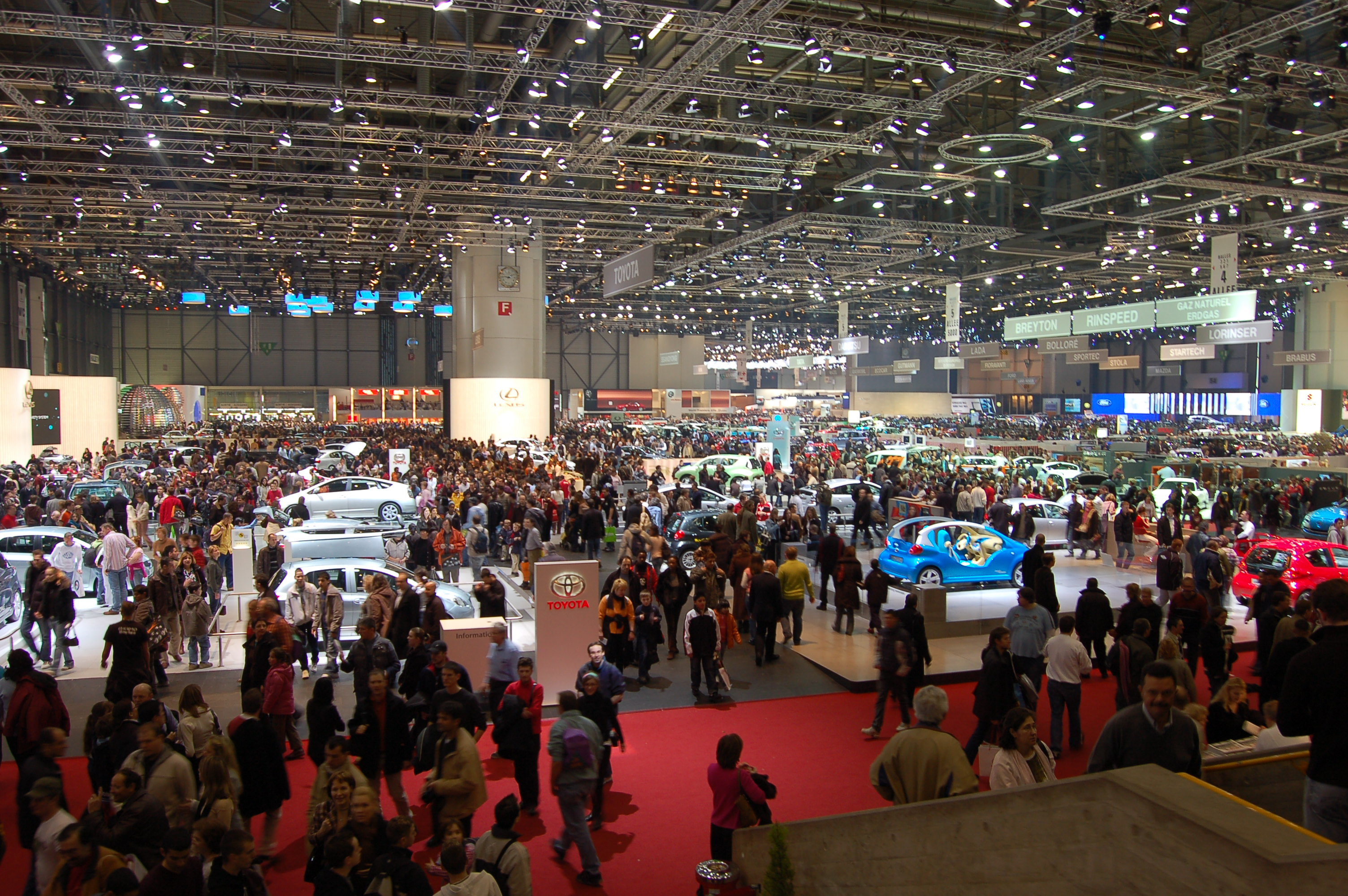
Internationella Bilsalongen i Genève 2006

Internationella bilsalongen i Genève (franska Salon international de l'automobile de Genève eller Salon International de l'Auto & Accessoires Genève) är den enda årligen återkommande internationella bilsalongen i Europa. Bilsalongen startades år 1905 och äger rum i mars på Palexpo. 2006 fanns här 260 utställare från 30 länder med 900 modeller. Antalet besökare var 674 000 (2006). 
Mässan lockar bilentusiaster, journalister och branschfolk från hela världen och är känd för att vara neutral mark för biltillverkare, eftersom Schweiz inte har någon egen betydande bilindustri. Detta har bidragit till att Genève Motor Show betraktas som en av de mest objektiva och internationella bilmässorna i världen. 

## Historik
Genève Motor Show arrangerades för första gången 1905 och visade då upp ett begränsat antal bilar, mestadels från franska, tyska och italienska tillverkare. Under 1920- och 1930-talet växte mässan i betydelse och blev en viktig plattform för att visa upp nya teknologier, inklusive de första experimentella elbilarna och aerodynamiskt designade karosser.
Efter andra världskriget återkom mässan med förnyad kraft och under 1950- och 1960-talet blev Genève en favoritplats för premiärer av lyx- och sportbilar från tillverkare som Ferrari, Lamborghini och Aston Martin. Under 1970- och 1980-talet började även massmarknadsbilar ta större plats, och Genève blev en arena där både exklusiva märken och volymtillverkare kunde presentera sina senaste innovationer.
Under 2000-talet har Genève Motor Show fortsatt att vara en viktig plattform för branschens nyheter, med ökande fokus på elbilar, hybridteknik och autonoma fordon.

### Inställda evenemang och framtiden
På grund av covid-19-pandemin ställdes Genève Motor Show in 2020, 2021 och 2022. Efter en längre paus och osäkerhet kring evenemangets framtid meddelades det att mässan skulle återvända 2024, men i mindre skala.
Mässans framtid är dock osäker då allt fler biltillverkare väljer att presentera sina nyheter digitalt eller på egna evenemang, snarare än på traditionella bilmässor.

## Betydelse och innovationer
Mässan har genom åren varit värd för många ikoniska bilpresentationer. Exempelvis introducerades Lamborghini Countach här 1971, vilket revolutionerade sportbilsdesignen. Bugatti Veyron, en av världens snabbaste bilar, visades upp för första gången på Genève Motor Show 2005.
Elbilar och hybridteknik har också fått stor uppmärksamhet under senare år. Tesla Motors har använt mässan för att visa upp sina senaste modeller, medan traditionella tillverkare som Porsche, Audi och Mercedes-Benz har lanserat elbilar och laddhybrider här.    

## Modellpresentationer
Modeller som premiärvisats på salongen.
| - Martini-Six (1926) - Ford Model A (1928) - Mercedes SSK (1929) - Maybach Zeppelin (1931) - Alfa Romeo 8C 2300 (1932) - Fiat 500 Topolino (1937) - Opel Kapitän (1939) - Jaguar XK 120 (1951) - Fiat 600 (1955) - Jaguar E-Type (1961) - Mercedes 230 SL „Pagode“ (1963) - Ferrari Dino (som prototyp 1965) - Lamborghini Miura (1966) - Peugeot 504 Coupé (1969) - Citroën SM (1971) |  | - Maserati Bora (1971) - Ford Granada (1972) - Audi 80 (1973) - Ford Capri (1973) - Lamborghini Countach (1973) - Fiat X1/9 (1973) - Volkswagen Scirocco I (1973) - Porsche 928 (1977) - Toyota Starlet (1978) - Audi Quattro (1980) - Lotus Esprit (1980) - Volkswagen Scirocco II (1981) - Bentley Mulsanne (1982) - Audi 100 (1983) - Ferrari 288 GTO (1984) |  | - Volvo 480 (1986) - Ford Ka (1994) - Ferrari F355 (1994) - VW Phaeton (2002) - Citroën C6 (2005) - Honda Civic (som prototyp 2005) - Lotus Europa S (2006) - Porsche 911 GT3 (997) (2006) - Porsche 911 turbo (997) (2006) - Audi A5 (2007) - Mercedes C-Klasse (W204) (2007) - Volkswagen Scirocco III (2008) - Škoda Superb II (2008) |

## Historik

### 2008
Följande bilar introducerades på salongen 2008:

#### Produktionsbilar
| - Alfa Romeo 8C Spider - Audi A4 Avant - Audi Q7 V12 TDI - Fiat 500 Abarth - Ford Fiesta Mk VII - Ford Kuga - Honda Accord - Infiniti EX - Infiniti FX | - Lamborghini Gallardo LP560-4 - Lancia Delta III - Maserati GranTurismo S - Peugeot 308 SW - Rolls-Royce Phantom Coupé - Toyota iQ - Volkswagen Scirocco III - Volvo XC60 |

#### Konceptbilar
- Renault Mégane Coupé Concept
- Saab 9-X BioHybrid (trolig prototyp till SAAB 9-1)
- SEAT Bocanegra (trolig prototyp till nya SEAT Ibiza)

### 2009
Bland annat följande bilar introducerades på salongen 2009:

#### Produktionsbilar
| - Alpina B7 - Aston Martin V12 Vantage - Aston Martin DBS Volante - Audi A4 Allroad - Audi TT RS - Fiat 500C - Fiat Abarth Grande Punto - Ford Focus RS - Mazda3 MPS - Mercedes-Benz E-klass Coupé - Mini Cooper S Convertible John Cooper Works - Opel Ampera - Pagani Zonda R - Porsche 911 GT3 | - Renault Sport Mégane - Renault Scénic III - Saab 9-3X - Seat Exeo ST - Skoda Yeti - Volkswagen Polo - Volvo C30 1.6D DRIVe med Start/stopp 104 g/km - Volvo S40 1.6D DRIVe med Start/stopp 107 g/km - Volvo V50 1.6D DRIVe med Start/stopp 107 g/km - Volvo S80 1.6D DRIVe 129 g/km - Volvo V70 1.6D DRIVe 129 g/km - Volvo XC70 2.4D DRIVe 159 g/km - Volvo XC60 2.4D DRIVe 159 g/km |

#### Konceptbilar
- Alfa Romeo MiTo GTA Concept
- BMW PAS
- Citroën DS Inside
- Nissan Qazana
- Rolls-Royce 200EX

### 2010
Följande bilar introducerades på salongen 2010:

#### Produktionsbilar
| - Alfa Romeo Giulietta - Audi A1 - Bentley Continental Supersports Convertible - BMW 5-serie - Dacia Duster - Ford C-Max - Ford Focus Generation 3 - Jaguar XKR Special Edition - Kia Sportage Generation 3 - Koenigsegg Agera - Lamborghini Gallardo LP570-4 Superleggera - Lexus CT - Lotus Elise - Lotus Evora Cup - Mazda5 Generation 2 - Mini Countryman | - Mitsubishi ASX - Nissan 370Z Roadster - Nissan Juke - Nissan Navara - Nissan Pathfinder - Nissan Qashqai - Opel Meriva B - Porsche 911 Turbo S - Porsche Cayenne Generation 2 - Renault Mégane Convertible - Renault Wind - Toyota Auris Hybrid - Volkswagen Sharan Generation 2 - Volkswagen Touareg Generation 2 - Volvo S60 Generation 2 |

### 2011
Följande bilar introducerades på salongen 2011:

#### Produktionsbilar
| - Aston Martin V8 Vantage S - Aston Martin Virage - Audi RS3 - Audi S7 - BMW 1-serie ActivE - BMW F13 6-serie cabriolet - Citroën DS4 - Ferrari FF - Fiat Freemont - Hyundai i40 kombi - Jaguar XKR-S - Kia Picanto Generation 2 - Kia Rio Generation 3 - Koenigsegg Agera R - Lamborghini Aventador | - Lancia Ypsilon Generation 3 - Lancia Thema - Lancia Grand Voyager - Maserati GranCabrio Sport - Mercedes-Benz SLK-klass Generation 3 - Mercedes-Benz C-klass Coupé - Morgan 3 Wheeler - Opel Astra GTC - Porsche Panamera S Hybrid - Saab 9-3 Griffin (uppdatering) - Saab 9-5 SportCombi - Subaru Trezia - Toyota Yaris Hybrid - Volkswagen Golf Cabrio |

#### Konceptbilar
| - Alfa Romeo 4C - Audi A3 sedan concept - De Tomaso SLS - Ford B-Max - Infiniti Etherea - Lancia Flavia Concept - Land Rover Range_e - Mini Rocketman | - Mitsubishi Concept Global Small - Nissan Esflow - Opel Zafira Tourer Concept - Rolls-Royce 102EX - Saab PhoeniX - Smart Forspeed - Volkswagen Bulli - Volvo V60 laddhybrid |

### 2012
Bland andra följande bilar introducerades på salongen 2012:

#### Produktionsbilar
| - Aston Martin V12 Zagato - Audi A3 generation 3 - Audi RS4 Avant - Audi A6 Allroad Quattro generation 3 - BMW M550d - BMW M6 - BMW 6-serie Gran Coupé - Bugatti Veyron Grand Sport Vitesse - Citroën C4 Aircross - Dacia Lodgy - Ferrari California (uppdatering) - Ferrari F12berlinetta - Fiat 500L - Ford B-Max - Ford Mondeo generation 5 - Ford Kuga generation 2 - Honda CR-V generation 4 | - Jaguar XF Sportbrake - Kia cee'd generation 2 - Lamborghini Aventador J - Mercedes-Benz A-klass generation 3 - Mercedes-Benz SL63 AMG - Mercedes-Benz Vito E-Cell - Mitsubishi Outlander generation 3 - Morgan +8 - Morgan Aero Coupé - Opel Mokka - Peugeot 208 - Peugeot 4008 - Porsche Boxster generation 3 - Renault Zoe - Toyota Yaris Hybrid - Volvo V40 |

#### Konceptbilar
| - Bentley EXP 9 F - Bertone Nuccio - BMW M135i - Citroën DS4 Racing - Italdesign Giugiaro Brivido - Infiniti Emerg-E - Mini Clubvan - Nissan Hi-Cross | - Nissan Invitation - Pininfarina Cambiano - Range Rover Evoque Convertible - Seat Toledo Concept - Touring Superleggera Disco Volante - Toyota FT-Bh - Volkswagen Cross Coupé |

### 2013
Bland andra följande bilar introducerades på salongen 2013:

#### Produktionsbilar
| - Alfa Romeo 4C - Alpina B3 (F30) - Aston Martin Vanquish Roadster - Aston Martin Rapide S - Audi RS6 Avant - Bentley Flying Spur - BMW 3-serie GT - Chevrolet Corvette C7 Roadster - Chevrolet Spark EV (Europapremiär) - Ferrari LaFerrari - Ford EcoSport - Koenigsegg Agera R Hundra - McLaren P1 - Mercedes-Benz A45 AMG | - Nissan Note generation 2 (Europapremiär) - Opel Cascada - Peugeot 2008 - Porsche 911 GT3 - Qoros 3 - Renault Captur - Rolls-Royce Wraith - Seat León SC - Škoda Octavia generation 3 - Toyota Auris Touring - Volkswagen XL1 - Volkswagen Golf VII Variant - Volvo S60/V60/XC60/V70/XC70/S80 (uppdatering) |

#### Konceptbilar
| - Alfa Romeo Gloria - Citroën Technospace - Giugiaro Parcour | - Kia Provo - Opel Adam Rocks - Subaru Viziv |

### 2014
Bland andra följande bilar introducerades på salongen 2014:

#### Produktionsbilar
| - Alpina B4 Cabrio - Alpina B6 Gran Coupé - Audi S1 - Audi TT generation 3 - BMW 2-serie Active Tourer - BMW 4-serie Gran Coupé - Citroën C1 generation 2 - Citroën C4 Cactus - Citroën C5 Crosstourer | - Ermini Seiottosei - Ferrari California T - Jeep Renegade - Koenigsegg One:1 - Lamborghini Huracán - McLaren 650S - Mercedes-Benz S-klass Coupé - Mercedes-Benz V-klass - Opel Adam Rocks | - Opel Astra OPC Extreme - Peugeot 108 - Peugeot 308 SW generation 2 - Porsche 919 Hybrid - Qoros 3 halvkombi - Renault Twingo generation 3 - Seat León Cupra - Toyota Aygo generation 2 - Volkswagen Golf GTE |

#### Konceptbilar
| - Alfa Romeo 4C Spider Concept - Gumpert Explosion - Hyundai Passo Corto - Italdesign Giugiaro Clipper Concept - Maserati Alfieri - Mazda Hazumi | - Mini Clubman Concept - nanoFLOWCELL Quant e-Sportlimousine - Rinspeed XchangE - Škoda Vision C - Volkswagen T-Roc - Volvo Concept Estate |

### 2015
Bland andra följande bilar introducerades på salongen 2015:

#### Produktionsbilar
| - Aston Martin Vulcan - Audi RS3 generation 2 - Audi R8 generation 2 - Audi Q7 e-Tron - BMW 2-serie Gran Tourer - Ferrari 488 GTB - Ford Focus RS generation 3 - Honda HR-V generation 2 | - Hyundai Tucson generation 3 - Koenigsegg Agera RS - Koenigsegg Regera - Lamborghini Aventador LP750 SV - McLaren 675LT - Mercedes-Benz CLA45 AMG Shooting Brake - Mercedes-Maybach Pullman - Mercedes-AMG GT3 | - Opel Karl - Opel Corsa OPC generation 2 - Porsche Cayman GT4 - Renault Kadjar - Škoda Superb generation 3 - Ssangyong Tivoli - Volkswagen Passat Alltack B8 - Volkswagen Touran generation 2 |

#### Konceptbilar
| - Aston Martin DBX - Bentley EXP10 Speed 6 - Infiniti QX30 Concept - Kia Sportspace - Nissan Sway Concept - Seat 20V20 - Volkswagen Sport Coupé Concept GTE |

### 2016
Bland andra följande bilar introducerades på salongen 2016:

#### Produktionsbilar
| - Abarth 124 Spider - Alpina B7 (G12) - Aston Martin DB11 - Audi Q2 - Bugatti Chiron - Citroën E-Méhari - Citroën Spacetourer - Ferrari GTC4Lusso | - Fiat Tipo halvkombi/kombi - Hyundai Ionic (Europapremiär) - Lamborghini Centenario LP770-4 - Maserati Levante - Mercedes-Benz C-klass cabriolet - Morgan EV3 - Peugeot Traveller - Porsche 718 Boxster | - Renault Scénic generation 4 - Seat Ateca - Ssangyong XLV - Techrules TREV - Toyota C-HR - Toyota Proace - Volkswagen Phideon - Volvo V90 |

#### Konceptbilar
| - Borgward BX5 - Opel GT Concept - Pininfarina H2 Speed - Škoda VisionS - Subaru XV Concept - Volkswagen T-Cross Breeze |

### 2017
Bland andra följande bilar introducerades på salongen 2017:

#### Produktionsbilar
| - Alpina B5 (G30) - Alpine A110 - BMW 5-serie Touring (G31) - David Brown Speedback GT - DS 7 Crossback - Ferrari 812 Superfast - Ford Fiesta (Generation 7) - Honda Civic Type R | - Kia Picanto (Generation 3) - Lamborghini Aventador S - McLaren 720S - Mercedes-Benz E-klass cabriolet - Mitsubishi Eclipse Cross - Opel Insignia (Generation 2) - Opel Crossland X - Pagani Huayra Roadster | - Porsche Panamera Sport Turismo - Range Rover Velar - Seat Ibiza (Generation 5) - Subaru XV (Generation 2) - Suzuki Swift (Generation 6) - Volkswagen Arteon - Volvo XC60 (Generation 2) |

#### Konceptbilar
| - Aston Martin Valkyrie - Audi Q8 Sport Concept - Bentley EXP 12 Speed 6e Concept - Citroën C-Aircross Concept - Hyundai FE Fuel Cell Concept - Italdesign Zerouno | - Mercedes-AMG GT Concept - Peugeot Instinct Concept - Pininfarina Fittipaldi EF7 - Tata Racemo Concept - Toyota i-TRIL Concept - Volkswagen I.D. Buzz |

### 2018
Bland andra följande bilar introducerades på salongen 2018:

#### Produktionsbilar
| - Alpina XD3 (G01) - Audi SQ2 - Audi A6 (Generation 5) - BMW X4 (G02) - Citroën Berlingo (Generation 3) - Ferrari 488 Pista - Hyundai Santa Fe (Generation 4) - Jaguar I-Pace - Kia Ceed (Generation 3) - Lamborghini Urus | - Lexus UX - McLaren Senna - Mercedes-Benz A-klass (W177) - Mercedes-AMG GT4 - Peugeot 508 (Generation 2) - Peugeot Partner (Generation 3) - Toyota Auris (Generation 3) - Toyota Supra (Generation 5) - Volvo V60 (Generation 2) |

### 2019
Bland andra följande bilar introducerades på salongen 2019:

#### Produktionsbilar
| - Aston Martin Valhalla - BMW X3 M (G01) - Bugatti La Voiture Noire - Ferrari F8 Tributo - Kia e-Soul - Koenigsegg Jesko - Lamborghini Huracán Evo - Mazda CX-30 - Mercedes-Benz CLA Shooting Brake (X118) | - Morgan +6 - Peugeot 208 (Generation 2) - Pininfarina Battista - Polestar 2 - Porsche 911 Cabriolet (992) - Renault Clio (Generation 5) - Škoda Kamiq - Ssangyong Korando (Generation 4) |

#### Konceptbilar
| - Alfa Romeo Tonale Concept - Aston Martin Vanquish Vision - Audi Q4 e-tron Concept - Citroën Ami One Concept - Cupra Formentor Concept - Fiat Centoventi Concept - Giugiaro Kangaroo Concept - Hispano-Suiza Carmen - Honda e-Prototyp - KIA Imagine | - Lagonda All-Terrain Concept - Mercedes-Benz EQV Concept - Nissan IMQ - Piëch GT Mark Zero - Seat El Born Concept - Škoda Vision iV Concept - Smart Forease+ - Subaru Viziv Adrenaline - Volkswagen I.D. Buggy |